# Thorvald Lammers
Pour les articles homonymes, voir Lammers.
Thorvald Amund Lammers, né le 15 janvier 1841 à Modum et mort le 8 février 1922 à Aker, est un chanteur baryton, chef de chœur, compositeur et écrivain norvégien.
Il est considéré comme le chanteur masculin le plus important de Norvège de son époque.

## Biographie
À l'âge de dix ans, Lammers maîtrise déjà le violon, l'alto et le piano. Plus tard, il prend également des cours de chant. En 1870, il étudie avec Fritz Ahrlberg (en) à Stockholm et en 1871 avec Francesco Lamperti à Milan. En 1871, il fait ses débuts dans le rôle d'Oroveso dans l'opéra Norma de Vincenzo Bellini au Théâtre Christiania d'Oslo. Il y travaille de 1874 à 1877, mais lorsque le théâtre est victime d'un incendie, doit chercher un autre emploi. Il voyage alors à l'étranger où il étudie le chant et la musique chorale.
Après son séjour à l'étranger, il fonde en 1879 son propre chœur, le Cæciliaforeningen (sv) qu'il dirige comme chef d'orchestre pendant trente ans, jusqu'en 1909.
Lammers a composé plusieurs chansons et œuvres chorales. Il joue également un rôle important dans la musique folklorique norvégienne. Inspiré par une conférence d'Ingebret Moltke Moe (de), il entreprend dans les années 1890 une tournée qui le conduit à travers une grande partie de la Norvège. Lors de cette tournée, il chante des ballades de Magnus Brostrup Landstad, Norske Folkeviser (chansons folkloriques norvégiennes). Il a également été rédacteur en chef de deux petits magazines de musique folklorique norvégienne, Tekst og toner (1901 et 1902), réimprimés plusieurs fois. Il est également l'éditeur du livre Store Musicians (Grands Musiciens) (Aschehoug & co, 1912) qui commence avec Johann Sebastian Bach, qu'il admirait beaucoup, et se termine avec Robert Schumann. 
Parmi ses compositions figurent les chansons Gamle Norig et Der ligger et land.
Il épouse la chanteuse Mally Lammers (1850-1929), fille du zoologiste Michael Sars.
Le 8 février 1922, il meurt à Aker et est enterré au Cimetière de Notre-Sauveur à Oslo.